# 苧麻瘤蚜
苧麻瘤蚜（学名：Myzus boehmeriae）为常蚜科瘤蚜屬下的一个种。